# Graphite-Epoxy Motor
GEM (Graphite-Epoxy Motor) je vysoce výkonný raketový motor na tuhé pohonné látky, používá se jako přídavný motor na raketách Delta II a Delta IV. Vyrábí se v několika variantách, podle tahu a velikosti. Plášť je vyroben z uhlíko-epoxidového kompozitu, který má oproti předchozím ocelovým plášťům nižší hmotnost a lepší mechanické vlastnosti. Motory se připojují k prvnímu stupni rakety a při startu poskytují dodatečný tah. Doba jejich činnosti se pohybuje od 60 do 90 sekund. Název Graphite-Epoxy Motor je používán pouze pro motory vyrobené společností Alliant Techsystems, nejedná se tedy o všeobecný název pro motory s pláštěm z kompozitních materiálů.

## Popis

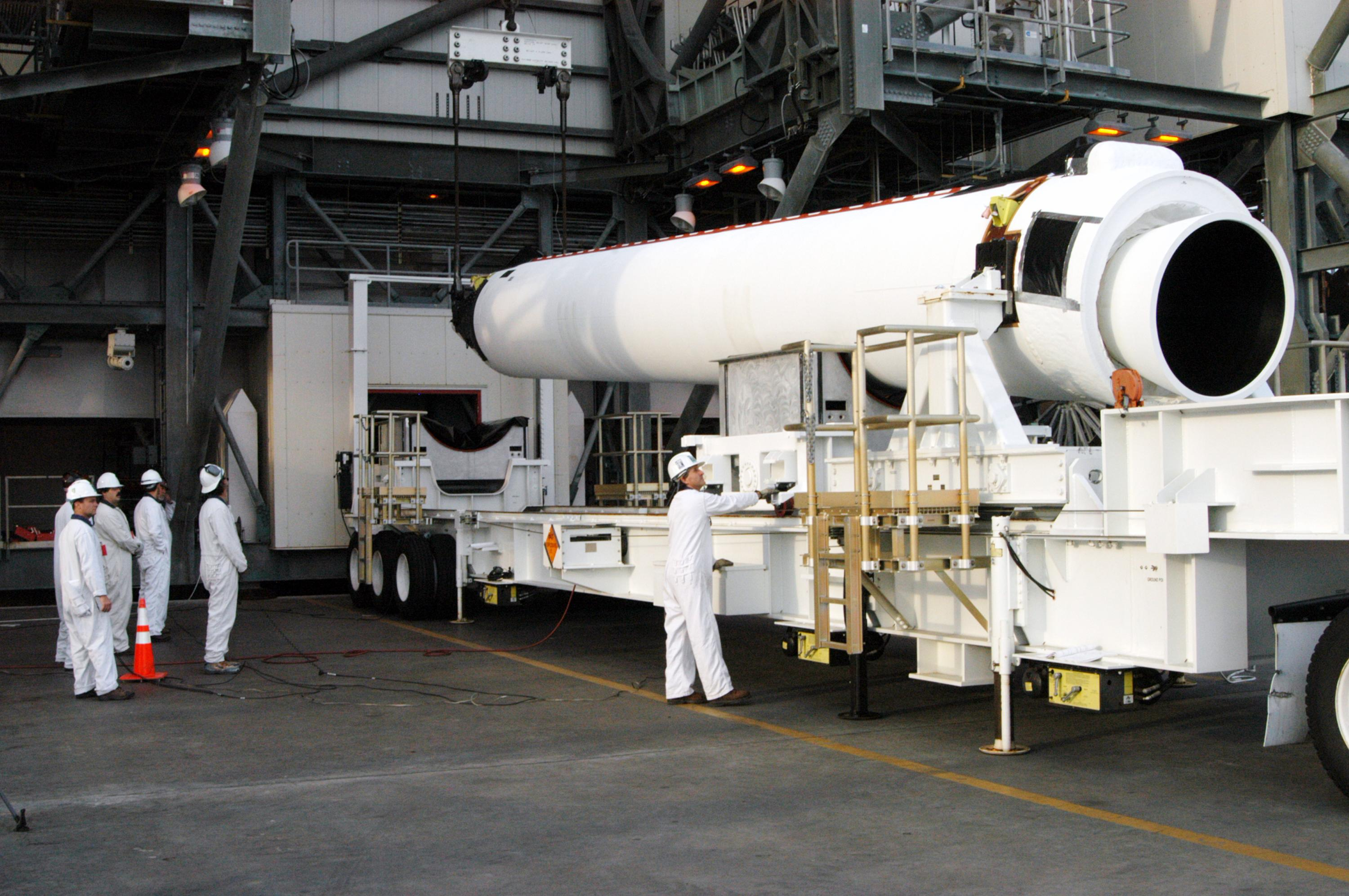
Pracovníci Boeingu připravují motor GEM 60 k montáži na raketu Delta IV

Motor na pevné pohonné látky se skládá z pláště (v němž je zrnitá směs paliva a okysličovadla), zařízení pro zážeh a trysky. Plášť je klíčová komponenta, neboť musí odolávat velkým tlakům expandujících plynů vzniklých při hoření paliva. Pokud plášť nemá dostatečnou pevnost, nebo je poškozen, muže dojít k jeho protržení a následné expanzi plynů do okolí (exploze). Starší typy, jako jeho předchůdce, řada Castor, měla plášť vyroben z oceli. To jim sice dávalo dostatečnou pevnost, ale vysoká hmotnost snižovala účinnost a poměr tah/hmotnost. Použití nových pevných a lehkých kompozitních materiálů umožnilo výrazně snížit hmotnost stávajících motorů a následně jejich zvětšení. Motor GEM 40 je na rozdíl od svého předchůdce Castor 4A o 200 kg lehčí, poskytuje o 5% vyšší tah a hoří o 8 sekund déle.

## Varianty

### GEM 40
Používala se na raketách Delta II série 7000. Standardně je umisťován kolem prvního stupně v počtu 9 kusů, 6 je zažehnuto při startu a zbylé tří při vzestupné fázi letu. Používá se od počátku 90. let. Jeho speciální verze nese název GEM 40 VN a je používán jako první stupeň antiraket amerického protiraketového systému.

### GEM 46
Původně byl vyvinut pro raketu Delta III a byl vybaven systémem vektorování tahu (TVC). Našel využití (bez TVC) na raketách Delta II varianta Heavy.

### GEM 60
Používá se u raket Delta IV v konfiguraci po dvou nebo po čtyřech. Je dodáván se systémem vektorování tahu (TVC) i bez něj.

### GEM 63
Jsou vyvíjeny jako krátkodobá náhrada motorů AJ-60A na raketách Atlas V. Prodloužená verze GEM 63XL bude použita na raketách Vulcan.

## Galerie
Příprava motorů GEM 40 před misí THEMIS. Motory jsou připojovány k raketě Delta II.

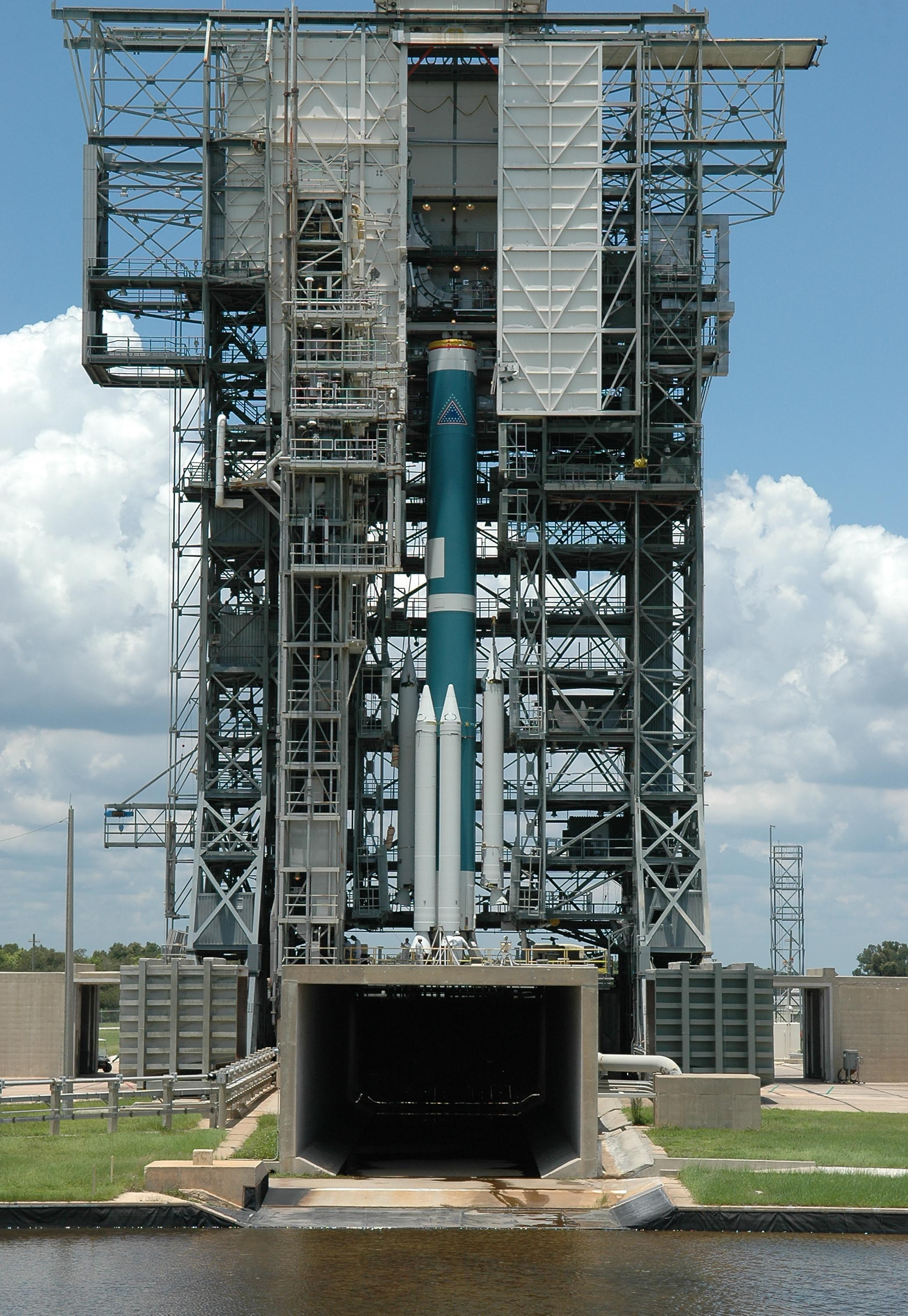
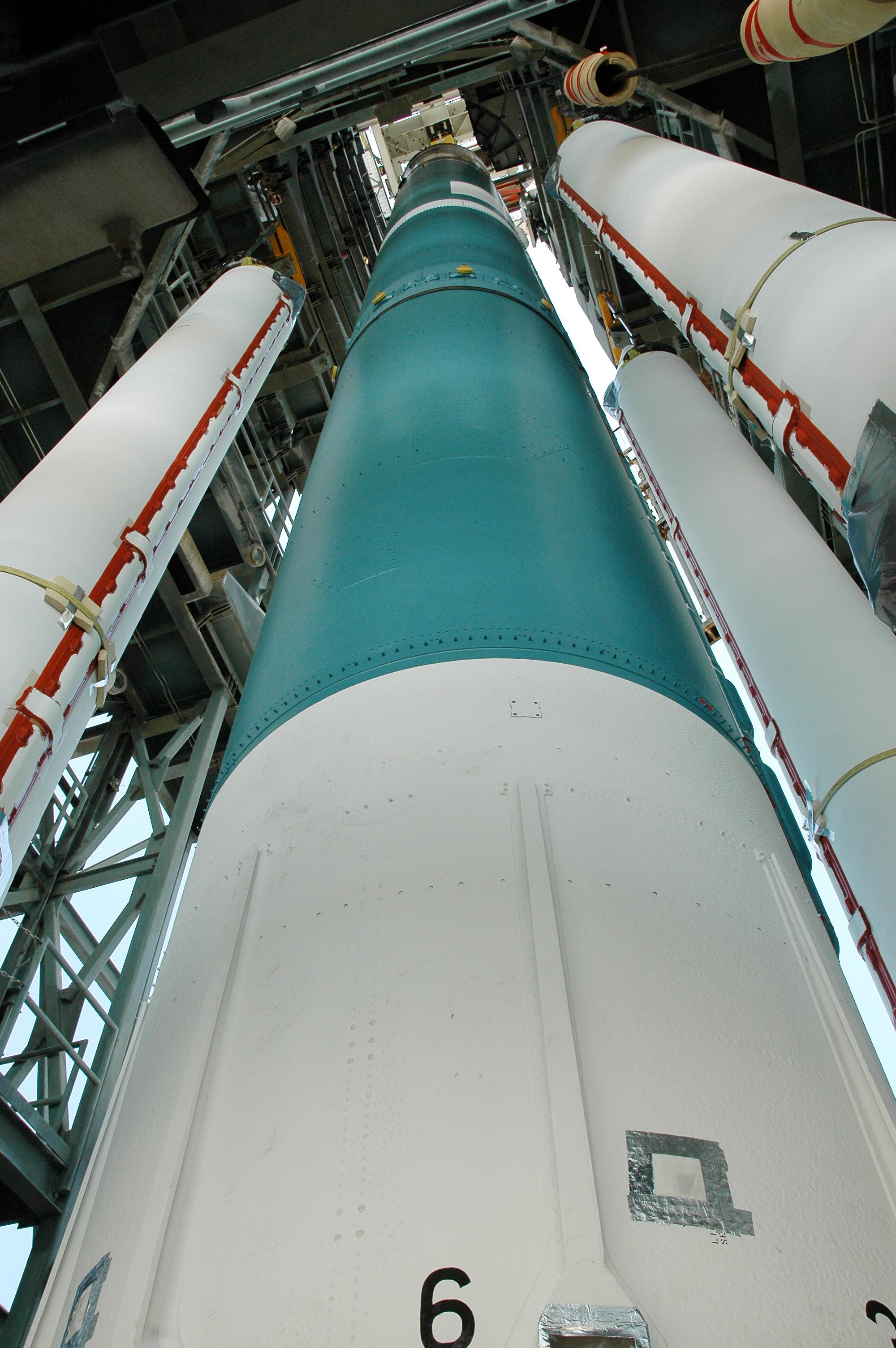
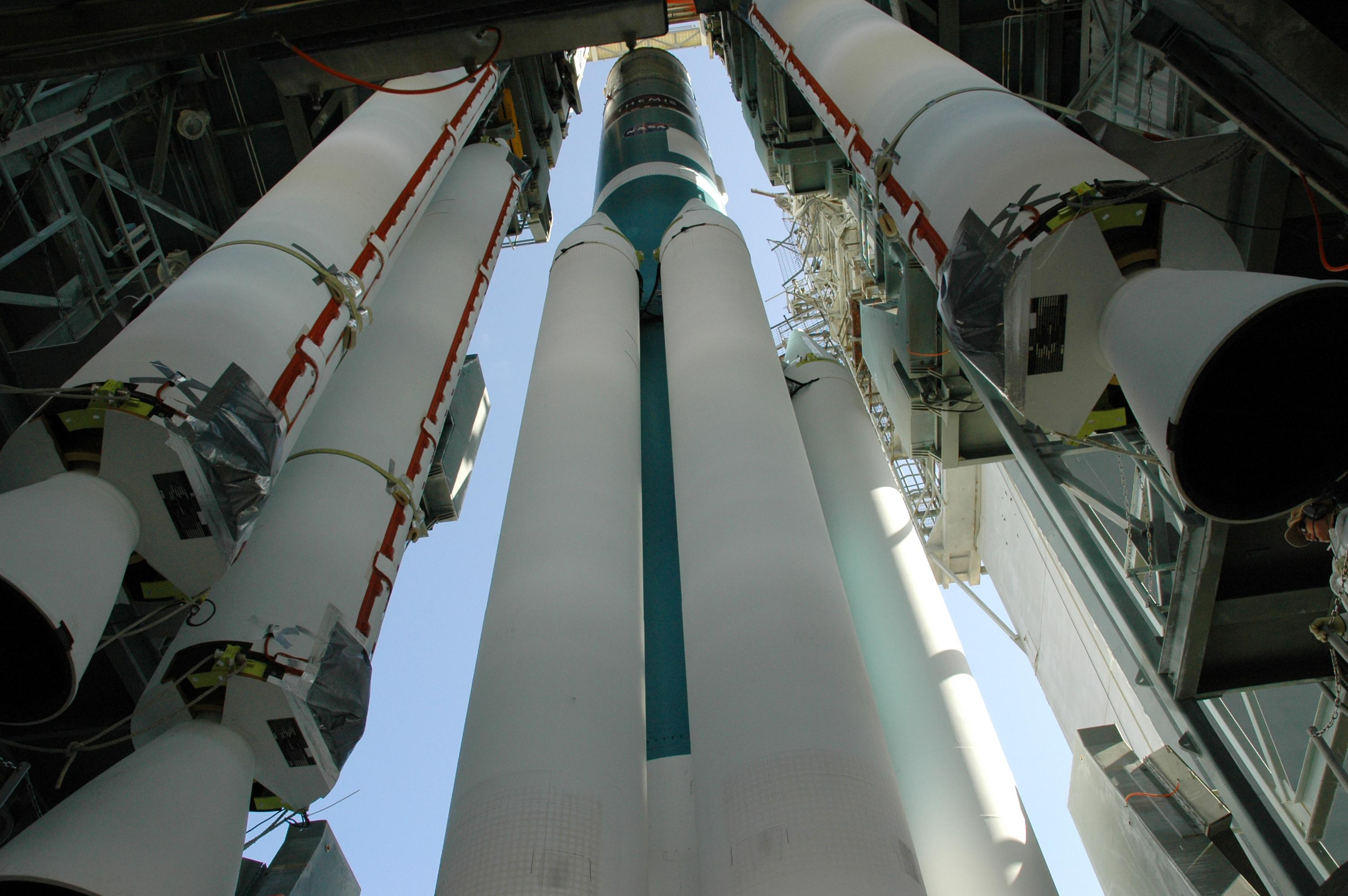
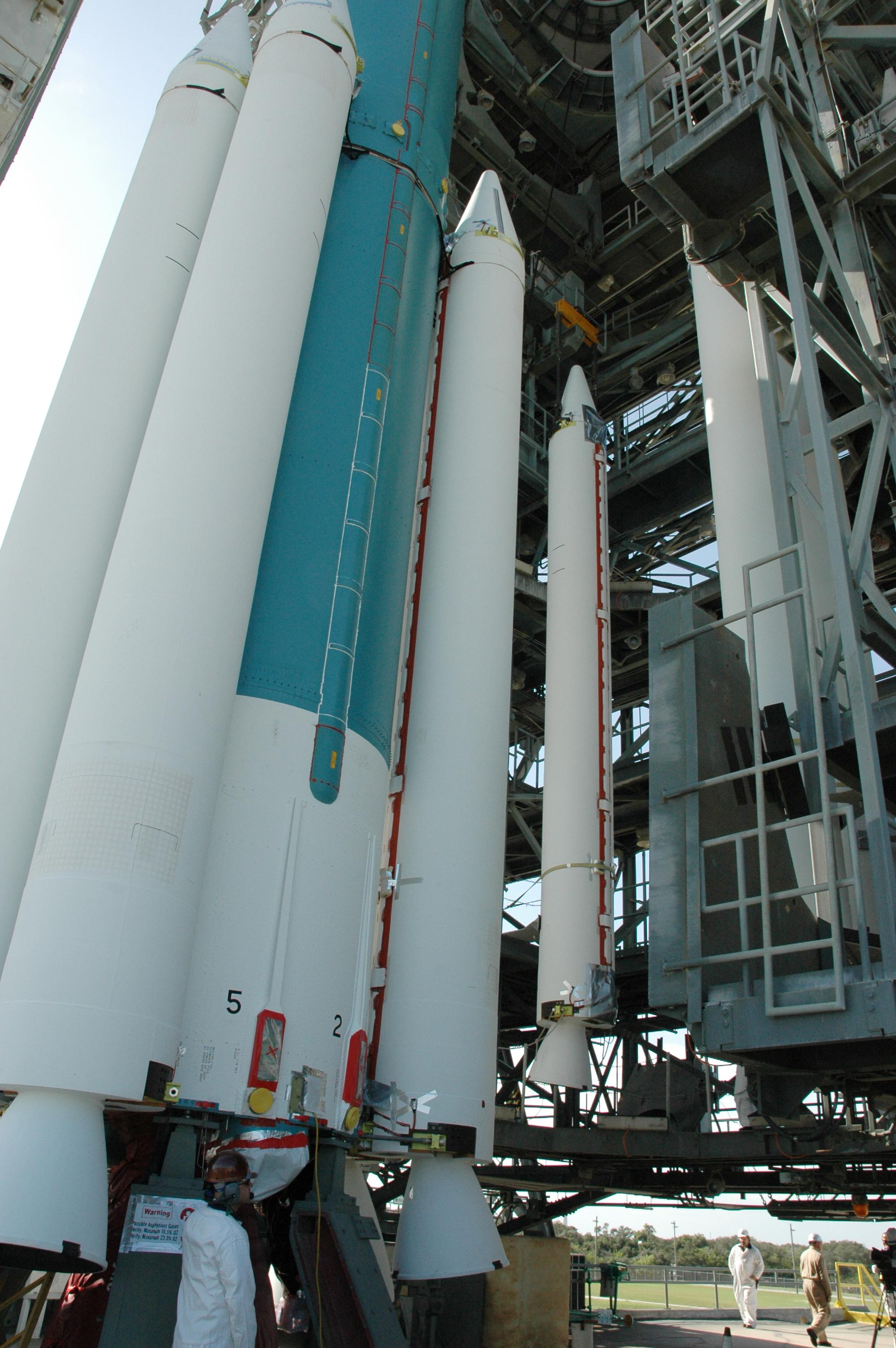